# ستيف أندرادي
ستيف أندرادي (بالإنجليزية: Steve Andrade)‏ هو لاعب كرة قاعدة أمريكي، ولد في 6 فبراير 1978 في ووودلاند في الولايات المتحدة.

## وصلات خارجية
- ستيف أندرادي على موقعبيزبول رفرنس.كوم (الدوري الرئيسي) (الإنجليزية)
- ستيف أندرادي على موقعبيزبول رفرنس.كوم (الدوري الثانوي) (الإنجليزية)
- ستيف أندرادي على موقع مشجعي الرسوم البيانية (الإنجليزية)